# Olympische Jugend-Sommerspiele 2010/Teilnehmer (Sri Lanka)
| Gelbes Symbol für Goldmedaillen mit stilisierten Olympischen Ringen | Graues Symbol für Silbermedaillen mit stilisierten Olympischen Ringen | Braundes Symbol für Bronzemedaillen mit stilisierten Olympischen Ringen |
| ------------------------------------------------------------------- | --------------------------------------------------------------------- | ----------------------------------------------------------------------- |
| —                                                                   | —                                                                     | —                                                                       |

Die Jugend-Olympiamannschaft aus Sri Lanka für die I. Olympischen Jugend-Sommerspiele vom 14. bis 26. August 2010 in Singapur bestand aus sieben Athleten.

## Athleten nach Sportarten

### Badminton
| Mädchen - Lekha Shehani Einzel: 17. Platz | Jungen - Dilshan Kariyawasam Einzel: 17. Platz |

### Leichtathletik
Jungen
- Indunil Herath
1000 m: 13. Platz

### Schwimmen
| Mädchen - Madhawee Weerathunga 50 m Freistil: 45. Platz 100 m Freistil: 49. Platz | Jungen - Heshan Unamboowe 50 m Rücken: 11. Platz 100 m Rücken: 24. Platz |

### Tischtennis
| Mädchen - Nuwani Vithange Einzel: 25. Platz Mixed: 25. Platz | Jungen - Hasintha Arsa Marakkala Einzel: 25. Platz Mixed: 25. Platz |